# シゲアキ・ウエキ

ウエキ

シゲアキ・ウエキ（Shigeaki Ueki, 植木茂彬、1935年8月15日 – ）はブラジル・バストス生まれの政治家、実業家、日系ブラジル人（二世）。
ブラジル連邦共和国の鉱山エネルギー大臣（1974年‐1978年）、ブラジル石油公社ペトロブラス総裁（1979年‐1984年）を務めた。
日本国政府より、1974年 勲一等瑞宝章、1976年 勲一等旭日大綬章を受章。

## 略歴
日系移民の入植地（コロニア）のサンパウロ州バストス市で、植木トリジ、マサコを両親に生まれる。
1959年サンパウロ・カトリック大学（PUC-SP）法学部卒業後、モレイラ・サレス銀行に勤務。ルシ・ウエキ夫人との間に二人の男子を儲けた。
1964年の軍事クーデターによって開始された軍事政権の初代大統領のブラジル陸軍元帥ウンベルト・デ・アレンカール・カステロ・ブランコ政権（1964年 – 1967年）で、パウロ・エジディオ・マルティンス商工大臣の大臣補佐官を務めた。
1969年には、ブラジル石油公社（ペトロブラス）のマーケティング・国際関係ディレクター、また販売子会社の社長として勤務した。
この時の上司にあたるペトロブラス総裁が、後に大統領となるエルネスト・ガイゼル陸軍大将であったことが、後の人生に大きな影響を与えた。

## 鉱山エネルギー大臣

### オイルショックへの対応
1974年3月15日、ウエキは、かつての上司であり、軍事政権で第四代大統領に就任したエルネスト・ガイゼル政権で、第10代鉱山エネルギー大臣（鉱山動力大臣との表記もある）として入閣した。
これはブラジル日系社会から、ファビオ・ヤスダ商工大臣に続いて、二人目の入閣であった。
軍事政権下のブラジルは、1968年から1973年まで続いた「ブラジルの奇跡」と呼ばれる高度経済成長による好景気に沸いており、ブラジル経済は当時世界最高の年率10％以上の成長率を実現していた。
ところが、1973年の第四次中東戦争を契機とする第一次オイルショックによって、ブラジル経済の成長率は年率5-6％にまで減速した。特に石油の多くを輸入に依存していたため、ブラジルの対外債務は増加し始めた。
1974年3月に就任したガイゼル大統領は、8月に第2次国家開発計画を発表して、高速道路、電気通信、水力発電ダム、鉱物採掘事業、原子力産業などの大規模なインフラ投資を推進した。

### 水力発電開発
ウエキ大臣はエネルギー危機への対応として、まず国内の水力発電所やダムの整備・改善や、サンフランシスコ川水力発電公社（Chesf）とボアエスペランサ水力発電公社（Cohebe）の送電網の相互接続と広域送電など、水力発電システムの改良に取り組んだ。

### 西ドイツとの原子力協定
さらに、1975年6月 27日、原油高騰によるエネルギー源の多角化のために、ブラジル・西ドイツ原子力協定を交渉・締結した。
この協定によって、西ドイツはブラジルに対して８基の軽水炉を用いた原子力発電所、ウラン濃縮施設や核燃料再処理工場を建設する一方、ブラジルは西ドイツに対して天然ウランを供給することが合意された。

### バイオエタノール政策
また、1975 年に、価格高騰した原油輸入を抑制し、ガソリンの代替燃料として、自国産のサトウキビから製造されるバイオエタノール燃料の利用増進を目的としたプロアルコール（Proalcool）政策を立案・主導した。
この政策は、国内でのエタノール生産の振興と需要の開拓のために、国による買い上げ価格保証、消費者価格の設定、生産・備蓄施設への低利融資などを主とするもので、ペトロブラスに独占販売権が認められた。
つまり、エタノールの国内での生産と消費を主眼としたものであり、海外市場向け輸出を目的としたものではなかった。

### 油田開発の外資開放
ウエキの大臣在任中に、ガイゼル政権が掲げた「開放」（アベルトゥーラ）路線によって、1975年10月には、ペトロブラス社と外国企業との間の契約によって、外国企業に大陸棚の油田探査の許可が与えられた。
ジェトゥリオ・ヴァルガス大統領の時代以来、「石油は我々のもの」としてブラジル国営企業の独占状態が続いていたが、開放政策によって、この分野の国家独占に終止符が打たれた。
その結果、ブラジルの大陸棚のカンポス海盆（リオデジャネイロ州）で４つの油田、セルジペ州とリオグランデ・ド・ノルテ州の沖の大陸棚で各１つの油田が発見されたと発表された。

## 大臣退任後
ウエキは、ガイゼル大統領の任期満了に伴い1979年3月15日に鉱山エネルギー大臣を退任した。
1979年3月26日、ジョアン・フィゲイレド大統領の下で、アラケム・デ・オリヴェイラ将軍の後任として第16代ペトロブラス総裁に就任した。
ウエキは同社で初めての文民出身の総裁となった。
総裁在任中は、就任後に発生した第2次オイルショックへの対応に追われた。1984年8月28日に退任。
ウエキの欧州共同体（EC）ブラジル代表（大使）への就任が検討されたが、彼が軍事政権下で閣僚や要職を務めた経緯により、国内から反対の声もあって実現しなかった。
その後、ウエキは、ブラジルでオデブレヒト社と並ぶ国内最大級の大手インフラ建設会社のカマルゴ・コレア社の社長を務めた。
企業家、投資家、ビジネス・コンサルタントとして国際的に活躍し、日本とブラジルの財界交流に貢献し、貿易・投資の発展に尽力した。